# اچ‌دی ۱۶۸۴۴۳
اچ‌دی ۱۶۸۴۴۳ یک ستاره است که در صورت فلکی مار قرار دارد.